# Joaquín Manglano y Cucaló de Montull
Joaquín Manglano y Cucalón de Montull (Valencia, 23 de agosto de 1892 - íd., 1985), XV barón de Cárcer, III barón de Llaurí, grande de España, II marqués de Altamira de Puebla, VI conde del Burgo de Lavezaro, XIII barón de Alcalalí y San Juan de Mosquera, II barón de Beniomer, caballero de la Orden de Montesa, presidente de la Real Hermandad del Santo Cáliz de Valencia, miembro del Real Cuerpo de Nobleza de Cataluña. Fue el primer alcalde de la ciudad de Valencia tras su ocupación por el ejército franquista el 28 de marzo de 1939, dos días antes del final de la guerra civil española.

## Biografía
Doctor en Derecho y en Filosofía y Letras.
Político español, durante la Segunda República fue diputado a Cortes en las elecciones de noviembre de 1933 y al término de la guerra civil alcalde de Valencia,  Consejero Nacional y procurador en las Cortes Españolas durante las seis primeras legislaturas de la dictadura franquista.
Presidente de la Junta Tradicionalista del Reino de Valencia y miembro de la Junta de Guerra Carlista. De 1939 a 1943 fue alcalde de Valencia y jefe regional del Movimiento Nacional. Procurador a Cortes del 1958 a 1967, consejero nacional del Movimiento y ocupó diversos cargos en la sección agraria del Sindicado Vertical.
En 1969 formó parte de una comisión de antiguos diputados tradicionalistas presidida por Ricardo Oreja Elósegui que manifestó su adhesión a Franco en El Pardo tras la expulsión de la familia Borbón-Parma y poco antes del nombramiento de Juan Carlos de Borbón como futuro rey de España.
Uno de sus hermanos, Fernando Manglano y Cucaló de Montull, fue asesinado en Paterna por los milicianos del Frente Popular el 29 de agosto de 1936. También era tío materno por parte de su hermana, Luisa Manglano y Cucaló de Montull, X baronesa de Almiserat del ex director general del CESID, teniente general Emilio Alonso Manglano.

## Enlaces externos

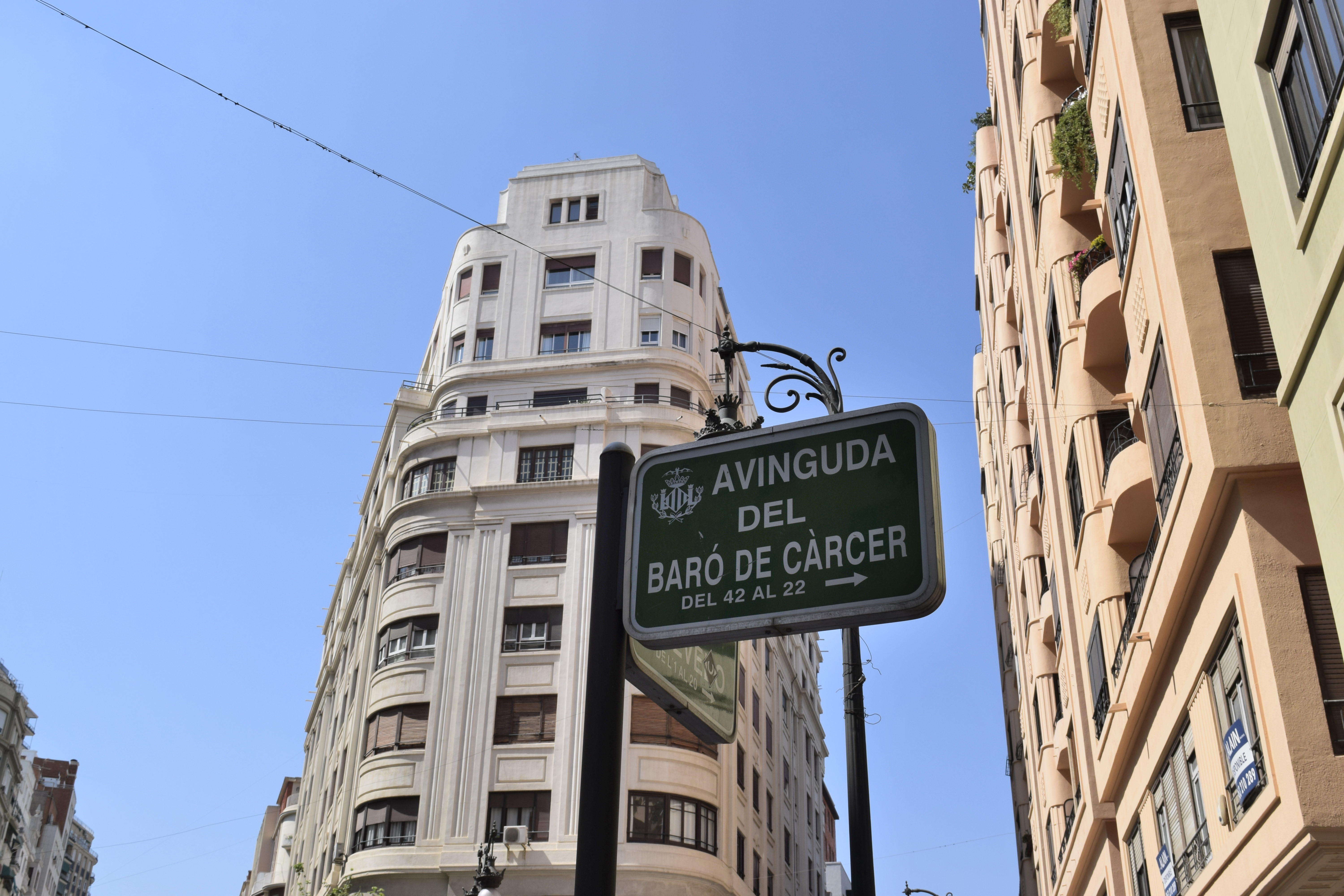
Avinguda Baró de Cárcer, Valencia